# MetOp-B
MetOp-B, abréviation de Meteorological Operational Polar Satellite (en français Satellite Météorologique Polaire Opérationnel) est le deuxième d'une série de satellites météorologiques européens (série METOP). Son lancement a lieu le 17 septembre 2012. Son prédécesseur, MetOp-A, a été mis sur orbite le 19 octobre 2006.